# ДНК мумий
Некоторые из обнаруженных мумий прошли анализ ДНК. Главным образом это был анализ гаплогрупп митохондриальной ДНК; лишь в редких случаях удалось проанализировать гаплогруппы ДНК Y-хромосомы, поскольку последняя довольно быстро разрушается.
| Название                                         | Место находки  | Приблизительный возраст | Последовательность митохондриальной ДНК (мтДНК) | Гаплогруппа мтДНК | Гаплогруппа Y-хромосомы |
| Эци                                              | Италия         | 5300 лет назад          | 16224C, 16311C                                  | K                 | G                       |
| Яхмос I                                          | Древний Египет | 3550 лет назад          | ?                                               | ?                 | ?                       |
| Секнет-ре                                        | Древний Египет | 3550 лет назад          | ?                                               | ?                 | ?                       |
| Тутмос I                                         | Древний Египет | 3500 лет назад          | ?                                               | ?                 | ?                       |
| Аменхотеп I                                      | Древний Египет | 3500 лет назад          | ?                                               | ?                 | ?                       |
| Англосакс из Норвича, en:The Norwich Anglo-Saxon | Англия         | 1000 лет назад          | 16189A, 16223T, 16271C, 16278T                  | X                 | ?                       |
| Хуанита — Ледяная девушка, en:Mummy Juanita      | Перу           | 500 лет назад           | 16111T, 16223T, 16290T, 16319A                  | A                 | —                       |